# العلاقات الجنوب إفريقية الهايتية
العلاقات الجنوب أفريقية الهايتية هي العلاقات الثنائية التي تجمع بين جنوب أفريقيا وهايتي.

## مقارنة بين البلدين
هذه مقارنة عامة ومرجعية للدولتين:
| وجه المقارنة                                              | جنوب أفريقيا | هايتي                                |
| --------------------------------------------------------- | --- | ------------------------------------ |
| المساحة (كم2)                                             | 1.22 مليون | 27.75 ألف                            |
| عدد السكان (نسمة)                                         | 57.73 مليون | 10.98 مليون                          |
| الكثافة السكانية (ن./كم²)                                 | 47.32 | 395.68                               |
| العاصمة                                                   | بريتوريا، بلومفونتين، كيب تاون | بورت أو برانس                        |
| اللغة الرسمية                                             | لغة إنجليزية، اللغة الأفريقانية، اللغة النديبلي الجنوبية، اللغة السوثو الشمالية، اللغة السوتية، لغة سوازي، اللغة التسونجا، اللغة التسوانية، اللغة الفيندية، اللغة الكوسية، اللغة الزولوية | لغة فرنسية، اللغة الكريولية الهايتية |
| العملة                                                    | راند جنوب أفريقي | جوردة هايتية                         |
| الناتج المحلي الإجمالي (بليون دولار)                      | 349.42 مليار | 8.41 مليار                           |
| الناتج المحلي الإجمالي (تعادل القوة الشرائية) بليون دولار | 725.91 مليار | 18.82 مليار                          |
| الناتج المحلي الإجمالي الاسمي للفرد دولار أمريكي          | 5.72 ألف | 818                                  |
| الناتج المحلي الإجمالي للفرد دولار أمريكي                 | 13.05 ألف | 1.73 ألف                             |
| مؤشر التنمية البشرية                                      | 0.666 | 0.483                                |
| رمز المكالمات الدولي                                      | +27 | +509                                 |
| رمز الإنترنت                                              | .za | .ht                                  |
| المنطقة الزمنية                                           | ت ع م+02:00، أفريقيا/جوهانسبرغ ‏ | 00                                   |

## منظمات دولية مشتركة
يشترك البلدان في عضوية مجموعة من المنظمات الدولية، منها:
| علم المنظمة | اسم المنظمة                                 | تاريخ انضمام جنوب أفريقيا | تاريخ انضمام هايتي |
| ----------- | ------------------------------------------- | ------------------------- | ------------------ |
|             | مؤسسة التنمية الدولية                       | 12 أكتوبر 1960            | 13 يونيو 1961      |
|             | يونسكو                                      | 4 نوفمبر 1946             | 18 نوفمبر 1946     |
|             | وكالة ضمان الاستثمار متعدد الأطراف          | 10 مارس 1994              | 11 ديسمبر 1996     |
|             | الأمم المتحدة                               | 7 نوفمبر 1945             | 24 أكتوبر 1945     |
|             | مجموعة دول أفريقيا والكاريبي والمحيط الهادئ | ?                         | ?                  |
|             | الاتحاد البريدي العالمي                     | ?                         | ?                  |
|             | البنك الدولي للإنشاء والتعمير               | 27 ديسمبر 1945            | 8 سبتمبر 1953      |
|             | الاتحاد الدولي للاتصالات                    | 1910                      | 10 أكتوبر 1927     |
|             | منظمة حظر الأسلحة الكيميائية                | ?                         | ?                  |
|             | مؤسسة التمويل الدولية                       | 3 أبريل 1957              | 20 يوليو 1956      |
|             | منظمة التجارة العالمية                      | 1995                      | ?                  |
|             | منظمة الشرطة الجنائية الدولية               | ?                         | ?                  |

## وصلات خارجية
- موقع وزارة الخارجية الجنوب أفريقية
- موقع وزارة الخارجية الهايتية